# As leis de Celavella
As leis de Celavella és una sèrie de televisió de suspens i misteri emesa per Televisión de Galicia i produïda per Voz Audiovisual des del 19 de gener de 2004 foms el 2006. Va rebre nou guardons en la segona i tercera edició dels Premis Mestre Mateo.

## Sinopsi
Ambientada el 1925, explica la història d'un advocat que torna al seu poble natal després d'estudiar a Santiago de Compostel·la per dirigir l'oficina del seu pare.

## Repartiment
- Manuel Cortés - Pablo Veiga
- Eva Fernández - Matilde
- Antonio Mourelos - Feliciano Pombo
- Camila Bossa - Inés Pombo
- Monti Castiñeiras - Vicente Rego
- Salvador del Río - Tomás Veiga
- Nuncy Valcárcel - Dora
- Marcos Viéitez - Wenceslao Ribas
- Avelino González - Blas
- Fernando Morán - Laureano Moure
- Margarida Fernández - Dona Elvira
- Rodrigo Roel - Indalecio
- Ana Santos - Leocadia
- Carlos Fernández - Paquiño Moure
- Tuto Vázquez - Don Dionisio
- Gonzalo Uriarte - Don Crisanto
- Víctor Mosqueira - Belisario
- Federico Pérez - Florencio da Riba García